# Antoine Casubolo
Vous venez d’apposer le modèle de débat d'admissibilité.
Avant toute chose, veuillez créer la page de débat correspondante en cliquant ici.
- Une fois la page de vote initialisée, rafraîchissez cette page, et le bandeau prendra son aspect définitif.
- Si votre débat d'admissibilité est groupé (le motif et l’argumentation doivent être les mêmes), modifiez cette page pour ajouter au modèle le paramètre « cat » suivi du nom de la page de discussion de l’article pour lequel la page de débat existe déjà (ex. : cat=Discussion:Nom_de_l'autre_article). Ensuite, suivez les nouvelles instructions qui apparaissent.
- Vous pouvez également utiliser le paramètre « type » pour faciliter l’accès aux critères d’admissibilité. Exemple : {{suppression|type=mot-clé}}. Liste des mots-clés existants : fiction, musique, art visuel, fanzine, jeu de société, porno, sportif, association, enseignement, société, site web, route, nombre, (Liste complète ici).

| 1. | Créez la page de débat d'admissibilité.                                                                      | Sauvegardez d’abord la page pour l’initialiser puis indiquez votre motivation.          |
| 2. | Important : ajoutez une entrée dans la section Débat d'admissibilité du jour.                                | Utilisez ce texte : *{{L\|Antoine Casubolo}}                                            |
| 3. | Pensez à informer les contributeurs principaux de la page et les projets associés lorsque cela est possible. | Utilisez ce texte : {{subst:Avertissement débat d'admissibilité\|Antoine Casubolo}}~~~~ |

Antoine Casubolo, dit Antoine Casubolo Ferro, né le 25 mars 1957 en Tunisie, est un avocat français, ancien instituteur et ancien journaliste.

## Biographie

### Jeunesse et formation
D'origine sicilienne, Antoine Casubolo naît le 25 mars 1957en Tunisie. Il arrive en France avec ses parents à l'âge de 8 mois. Il grandit  à La Courneuve puis fait ses études au lycée d'Aubervilliers.
Après le baccalauréat, il entre à l'École normale d'instituteurs puis fait des études d’histoire et entre à Sciences Po[réf. souhaitée]. Il part ensuite aux États-Unis pour enseigner quelques années au lycée Français[réf. souhaitée] et à son retour en France il devient journaliste.

### Carrière
Antoine Casubolo est grand reporter à l'hebdomadaire VSD, puis rédacteur en chef du magazine La preuve par l'image sur France 2 et journaliste pour le magazine Reportages sur TF1,,. Il réalise et produit également des documentaires sur l'éducation : Instits: la passion d’apprendre, sur la Shoah pour la chaine Toute l'Histoire : Claude Lanzmann, Pourquoi Shoah ? et pour France 3 : Les rafles de l’été 1942 en zone libre – Un crime de l’Etat français,.
En 2005, il écrit une biographie de Pierre Goldman,et en 2006, 20 ans après la mort de Coluche, il publie une contre enquête sur l'accident de moto qui a entraîné le décès de l'acteur et humoriste, le 19 juin 1986. Coluche, l'accident est co-écrit avec Jean Depussé, ami de Pierre Goldman et journaliste, qui s'est intéressé à cette affaire au lendemain de l'accident. Les deux journalistes tentent de faire la lumière sur ce décès et révèlent les zones d'ombre de cet accidentel,,.
A 50 ans, Antoine Casubolo reprend des études de droit. Avocat au barreau de Paris depuis 2010, il défend de nombreuses victimes du terrorisme, notamment de l'Association française des victimes du terrorisme : la famille d'Aurélie Châtelain lors de l'Attentat manqué contre des églises de Villejuif le 19 avril 2015, les collègues de Samuel Paty, la famille du père Hamel tué lors de l'Attentat de l'église de Saint-Étienne-du-Rouvray en 2016, Lilian Lepère, le graphiste de l'imprimerie où se sont réfugiés Chérif et Saïd Kouachi après l'attentat contre Charlie Hebdo en 2015, il est l'avocat de la partie civile lors du procès de Peter Cherif jugé pour son rôle dans l'attentat contre Charlie Hebdo, il représente la famille d'Antoine de Léocour tué au Niger en 2011 à la suite de son enlèvement par Al-Qaïda au Maghreb islamique et les familles des victimes des attentats du 13 novembre 2015.

## Publications
- Casubolo, Antoine, L'Affaire OM-Valenciennes : histoire d'une corruption présumée, Paris, éd. Olivier Orban, 1994  (ISBN 978-2-85565-005-0)
- Casubolo, Antoine, Lâche l'affaire : enquête sur la drogue au lycée, 1997, éd. Ramsay
- Casubolo, Antoine, La vie rêvée de Pierre Goldman, Paris, éd. Privé, 2005  (ISBN 978-2-35076-007-0)
- Casubolo, Antoine et Jean Depussé, Coluche, l'accident, Paris, éd. Privé, 227 p.  (ISBN 978-2-35076-026-1)
- Casubolo, Antoine, La vérité sur Pierre Goldman, sa vie, sa mort démythifiées, Modena, Italie, éd. Digital Index, coll. « Révoltes », 2023 (1re  éd. 2005), 344 p.  (ISBN 9788897982746 et 9788897982661)
- Casubolo, Antoine et Jean Depussé, Coluche, l'accident, contre-enquête - réédition 2024 augmentée des interviews audio, Digital Index Editeur, 2024, 222 p.  (ISBN 9798328230049 et 9788899283278)

## Filmographie
- 1997 : « Se Banw Yé » sur l’alphabétisation au Mali et au Burkina Faso[25] et « portraits d’instits », cinq portraits d’enseignants, en Mongolie, Afrique du Sud, Rwanda, E.U. et France : TV5 (produit par l’Unesco)
- 1999 : Instits: la passion d’apprendre d'Antoine Casubolo et Gilbert Mercinier[7]
- 2004 : Les Derniers Compagnons, 4 × 26 min, Toute l'Histoire[26]
- 2008 : Les rafles de l’été 1942 en zone libre – Un crime de l’Etat français, 52 minutes, France 3[27],[9],[10]
- 2015 : Claude Lanzmann, Pourquoi Shoah ?, 45 minutes, Toute l'Histoire[8]
- 2016 : Les Juifs de Russie, des tsars au massacre de Babi Yar, 52 minutes[28] de Antoine Casubolo Ferro et Alexandre Goldorouki
- 2019 : Les Juifs d’Afrique du nord sous Vichy[29], de Antoine Casubolo Ferro avec Claude Santiago

## Distinctions
- Chevalier de l'ordre des Arts et des Lettres (2015)[30]